# Solisorex pearsoni
Solisorex pearsoni är ett däggdjur i familjen näbbmöss och den enda arten i sitt släkte. Arten lever endemisk på Sri Lanka.

## Beskrivning
Denna näbbmus kännetecknas av långa klor vid framfötterna. Den täta mjuka pälsen har en gråbrun grundfärg, de stora fötterna är enfärgade brun. Svansen är jämnt täckt med hår, öronen är små och tänderna ganska stora jämförd med tänder hos andra näbbmöss. Vuxna individer når en kroppslängd mellan 125 och 150 mm och därtill kommer en 60 till 70 mm lång svans.
Djuret vistas bara i Sri Lankas centrala högland, 950 till 2 300 meter över havet. Annars är nästan ingenting känt om levnadssättet. På grund av klorna antas att arten delvis lever underjordisk.
Arten upptäcktes 1924 i botaniska trädgården Hakgala som tillhör staden Nuwara Eliya. Upptäckaren var J. Pearson, som var anställd hos ett museum i Sri Lankas huvudstad och den vetenskapliga beskrivningen utfördes av Oldfield Thomas. I samma region upptäcktes några år tidigare en annan näbbmus, Feroculus feroculus.
IUCN listar S. pearsoni på grund av habitatförlust som starkt hotad (endangered).